# Todi
De stad Todi ligt in de Italiaanse regio Umbrië en behoort tot de provincie Perugia.
Todi ligt op de linkeroever van de rivier de Tiber op een 400 meter hoge heuvel. Naar alle waarschijnlijkheid is de stad van Etruskische oorsprong. De oude naam van de stad was Tuder. Todi wordt omgeven door drie stadsmuren; de buitenste is middeleeuws, de middelste Romeins en de binnenste deels Etruskisch.
Het middeleeuwse Piazza del Popolo in het centrum behoort tot de meest pittoreske pleinen van Italië en wordt daardoor veel als decor bij filmopnames gebruikt. Hier staat onder andere de 12de-eeuwse kathedraal van de stad. Net buiten het centrum staat de renaissancekerk Santa Maria della Consolazione. Deze wordt vaak aan Donato Bramante toegeschreven, hoewel hier geen bewijs voor is.
Iedere laatste week van augustus wordt in de stad het Todi Arte Festival gehouden. Tijdens dit jaarlijks terugkerend evenement worden er voorstellingen met theater, zang, dans, visuele kunst en poëzie opgevoerd.
Ten westen van Todi is de rivier de Tiber en zijn oevers een beschermd natuurgebied (Parco Fluviale del Tevere). Op zo'n 15 kilometer van de stad wordt de river gestuwd en vormt deze het Lago di Corbara.

## Bekende (ex-)inwoners
- Paus Martinus I is er ±600 geboren
- Nicolaas van Cusa overleden in 1464
- Rudi Vranckx, Belgisch oorlogsjournalist.

## Bezienswaardigheden
- De 11e-eeuwse kathedraal (Concattedrale della Santissima Annunziata)
- Kerk "San Fortunato"
- Kerk Santa Maria della Consolazione
- Palazzo del Capitano
- Palazzo dei Priori
- Stadsmuren

## Afbeeldingen

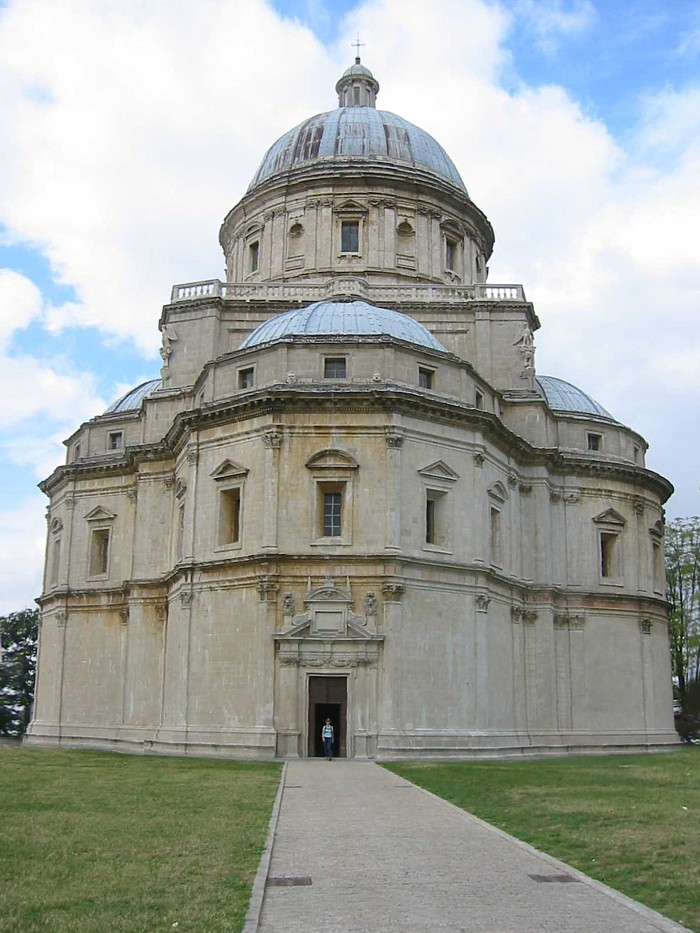
Santa Maria della Consolazione

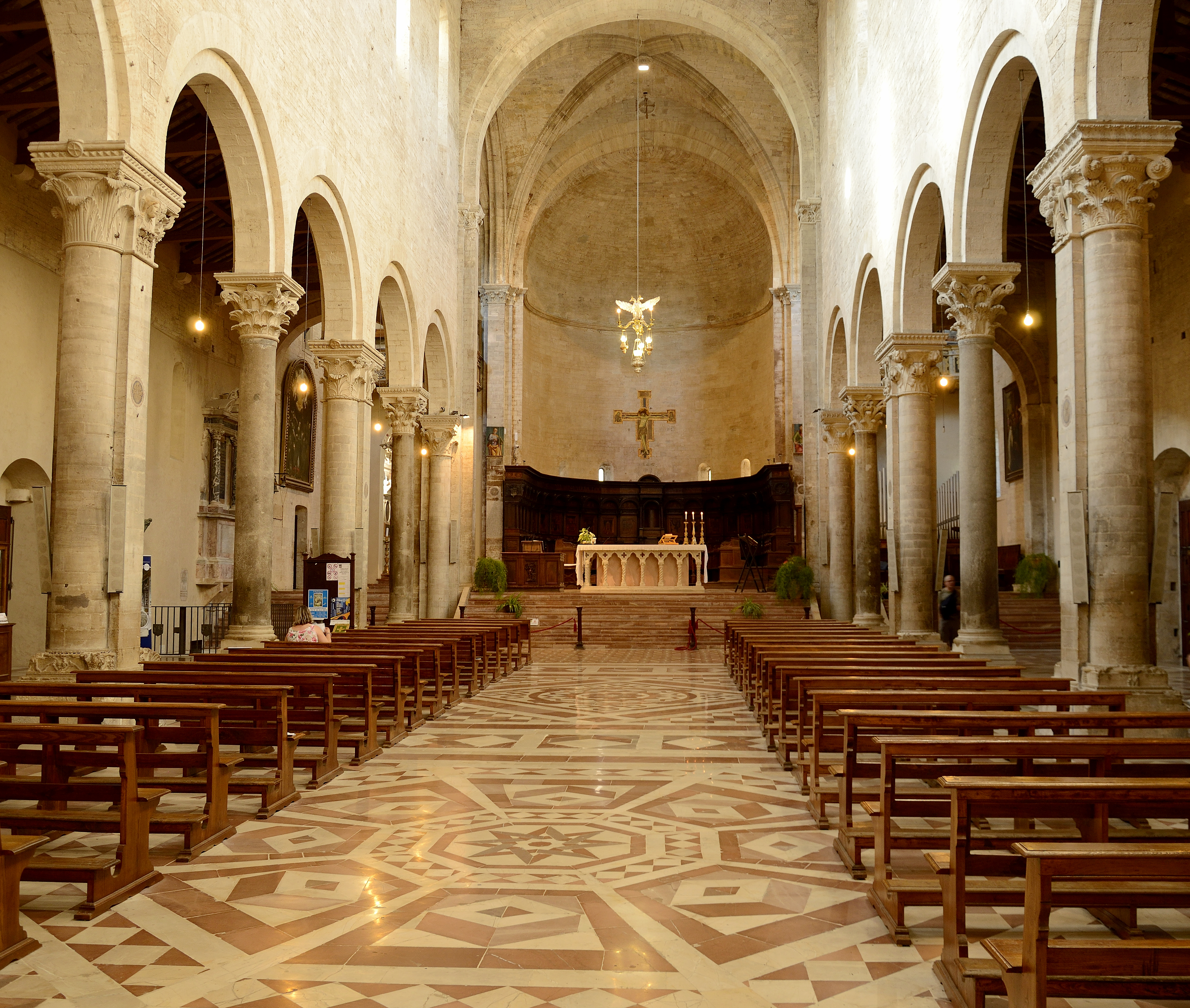
Interieur van de duomo